# Zaleya camillii
Zaleya camillii är en isörtsväxtart som först beskrevs av Eugène Jacob de Cordemoy, och fick sitt nu gällande namn av H.E.K. Hartmann. Zaleya camillii ingår i släktet Zaleya och familjen isörtsväxter. Inga underarter finns listade i Catalogue of Life.